# 青蛇 (電影)
《青蛇》是1993年上映的一部由香港奇幻電影，由徐克執導，張曼玉、吳興國、趙文卓及王祖賢主演，根據李碧華的同名小说改編，傳說故事取材自中國民間傳說《白蛇傳》。本片入圍第13屆香港電影金像獎共三項提名
。

## 劇情簡介
南宋年間，民生苟安，各地迷信盛行，人妖難分，以替天行道為己任的法海和尚降妖除魔，冷峻無情。一個電閃雷鳴之夜，在西湖底修練百載的青蛇和千年的白蛇受妖精的佛珠靈光之惑，頓時開竅。她們化作倩麗女子徜徉人間。巧遇白面書生許仙，誘得許仙心醉神迷並產生戀情，不料卻遭和尚法海施法破壞。由此演出了一段情慾迷離，愛意纏綿，哀婉百轉的人間悲喜劇……

## 演员表
| 角色   | 演员   | 粵語配音 | 备注                 |
| ------ | ------ | -------- | -------------------- |
| 小青   | 張曼玉 | 沈小蘭   |                      |
| 許仙   | 吳興國 | 黃志成   | 钱塘人，书坊教书先生 |
| 法海   | 趙文卓 | 朱子聰   |                      |
| 白素貞 | 王祖賢 | 馮蔚衡   |                      |
| 瞎道士 | 马精武 | 源家祥   |                      |
| 蜘蛛精 | 田丰   | 金剛     |                      |
|        | 刘洵   |          | 金山寺木鱼老僧       |
| 秦松   | 陆家俊 |          | 许仙学生，上课写情诗 |
|        | Nagma  |          | 万花楼婆羅多舞舞女   |

## 幕後
本片與中國民間神話傳說《白蛇傳》傳統的講述不同，有意從青蛇角度，去探討青蛇、白蛇，法海及許仙之間的感情問題，對人間是否有情及情為何物提出質疑。基於這兩點，全片拍得較有現代感受和新意。人物的塑造與傳統角色不同，如趙文卓飾演的法海，不是以往戲劇中滿臉殺氣騰騰的中年僧人，而是年輕俊朗，活力十足的和尚，正處修行階段，六根未盡。他難以抗拒小青的誘惑，因而惱羞成怒，作法禍及蒼生。本來，小青應為本片的重點人物，但卻不如法海的戲份豐富。至於全片營造的氣氛，有一種超凡脫俗的神話色彩，可說是一部成人看的童話片。 
拍《青蛇》是徐克多年的一個心願。藉《白蛇傳》這個家喻戶曉的民間故事，徐克希望道出現代女性愛情的愛恨纏綿和有情有義。《白蛇傳》是以白素貞為主角，但在李碧華的小說《青蛇》中，小青反客為主，由白素貞的丫環變成了不惜主動追求白素貞心儀男人許仙的另一種「小青」。到了徐克的電影中，青蛇更變本加厲：除了主動追求許仙外，她還混合了善妒、活潑、調皮、不甘寂寞、打抱不平、反叛、獨立等個性。最後，白素貞死了，小青殺了懦弱無能、出家避世的許仙後帶著白素貞的兒子獨自上路。徐克表示，故事概念與李碧華原著分別不大，只是加強了戲劇性，突出了白蛇與青蛇在情義取捨上的矛盾衝突。他希望給《白蛇傳》注入新元素，以表現現代女性對愛情、友情的看法。所以故事雖以南宋為背景，但情節以愛情發展下去，因而背景根本不重要。《青蛇》被徐克用現代元素攪和了一番，如夢似幻的媚情妖女、不甘寂寞的「第三者」、情義雙重的錚錚俠女，加上他的強項——眼花繚亂的特技，確實讓人耳目一新。正如徐克自己所說：「電影導演如果有宗教般的狂熱和小說家的想像力，電影就會產生一種魔力」。
最初為《青蛇》找演員時，徐克定的是梅豔芳和鞏俐兩名演員。當時鞏俐和梅豔芳約定好了要一起出演，並互相承諾如果一方辭演的話，另一方亦要放棄。鞏俐後來檔期原因不能出演，徐克想讓梅豔芳一人分飾青、白二角，但梅豔芳考慮因為與鞏俐有約在先，再加上一人分飾青、白二角會很吃力，所以亦決定辭演本片，而選擇了出演同年徐克監製的另一部電影《新仙鶴神針》，基於以上原因，最後徐克才邀請到了的王祖賢和張曼玉來出演本片。

## 音樂
配樂按情節分為兩種基調：電影前半段，多洋溢浪漫、輕鬆、夢幻的氣息，如《流光飛舞》、《流水浮燈》、《柳樹細裙兒蕩》等曲；後半段劇情急轉直下，配器則多以鐘、鼓、鑼、鈸等中式敲擊樂器為主，營造緊張或激昂的氛圍，如《水漫金山》、《鬥法》、《治水》等曲。除了出色的音畫配合，曲風的豐富及試驗性亦備受論者讚賞，如印度樂風的《莫呼洛迦》和現代音樂味道重的《人間魔域》。

### 歌曲資料
| 曲別   | 歌名                   | 作曲   | 作詞       | 編曲   | 演唱者           |
| ------ | ---------------------- | ------ | ---------- | ------ | ---------------- |
| 主題曲 | 《流光飛舞》（國、粵） | 黄霑   | 黄霑       | 雷頌德 | 陳淑樺           |
| 插曲   | 《人生如此》（國、粵） | 雷頌德 | 黄霑       | 雷頌德 | 辛曉琪、女和聲團 |
| 插曲   | 《莫呼洛迦》（國、粵） | 黄霑   | 黄霑、徐克 | 雷頌德 | 辛曉琪           |

## 獎項
| 年份 | 頒獎典禮             | 獎項             | 名單           | 結果 |
| ---- | -------------------- | ---------------- | -------------- | ---- |
| 1994 | 第13屆香港電影金像獎 | 最佳美術指導     | 雷楚雄         | 提名 |
| 1994 | 第13屆香港電影金像獎 | 最佳服裝造型設計 | 張叔平、吳寶玲 | 提名 |
| 1994 | 第13屆香港電影金像獎 | 最佳電影配樂     | 黃霑、雷頌德   | 提名 |

## 流行文化
自中國網路普及之後，劇中的台詞也在各種短影片中以戲仿的形式被傳播，如「大威天龍世尊地藏般若叭嘛哞」、「妖孽，我一眼就看出你不是人」、「雕蟲小技竟敢班門弄斧」等句，成為網路流行文化之一。

## 外部連結
- 香港影庫上《青蛇》的資料（繁體中文）
- 開眼電影網上《青蛇》的資料（繁體中文）
- 豆瓣电影上《青蛇》的資料 （简体中文）
- 时光网上《青蛇》的資料（简体中文）
- AllMovie上《青蛇》的资料（英文）
- 爛番茄上《青蛇》的資料（英文）
- 互联网电影数据库（IMDb）上《青蛇》的资料（英文）